# Důl Prokop (Ostrava)
Důl Prokop byl černouhelný důl v Polské (Slezské) Ostravě, který patřil mezi Vrchnostenské doly hraběte Wilczka.

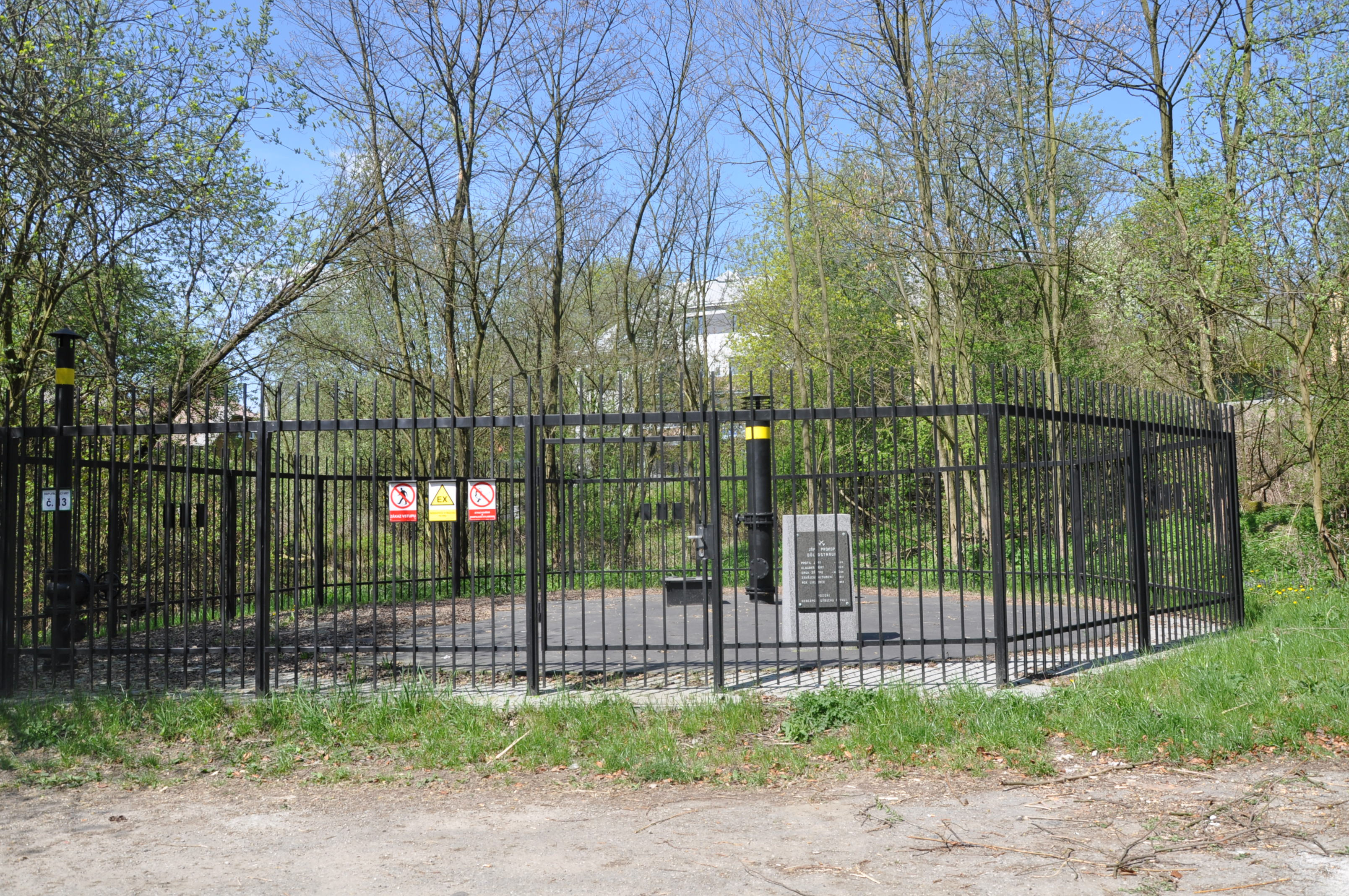
Jáma Prokop, Slezská Ostrava

## Historie
Původní vrchnostenská kutací jáma, založená pravděpodobně v roce 1841, byla přeměněna na mělký důl v roce 1842. Na základě nálezu uhelné sloje byly zakladateli dolu Stanislavu hraběti Wilczkovi (1792 – 1847) uděleny 2. června 1842 dvě důlní míry s názvem Prokopi I a Prokopi II. Důl byl víceúčelový, nazvaný podle svatého Prokopa, patrona havířů. V roce 1841 byl pro jámu objednán anglický nízkotlaký parní stroj s kondenzací, který byl uveden do provozu v roce 1846. Od roku 1874, po ukončení těžby uhlí, sloužil jako větrní důl pro nově vzniklý důl Ema Lucie a následně pro dobývací pole dolu svaté Trojice. Důl byl zlikvidován včetně zasypání jámy v roce 1882.

### Těžba uhlí
Dobývaly se sloje jaklovecké  a porubské vrstvy ostravského souvrství. Uhlí bylo dobýváno z hloubky 75 m, důl měl 1 jámu a 1 patro. V roce 1874 byla těžba a důlní pole převedeny na nový důl Ema Lucie.

### Údaje dolu Prokop ve Slezské Ostravě.

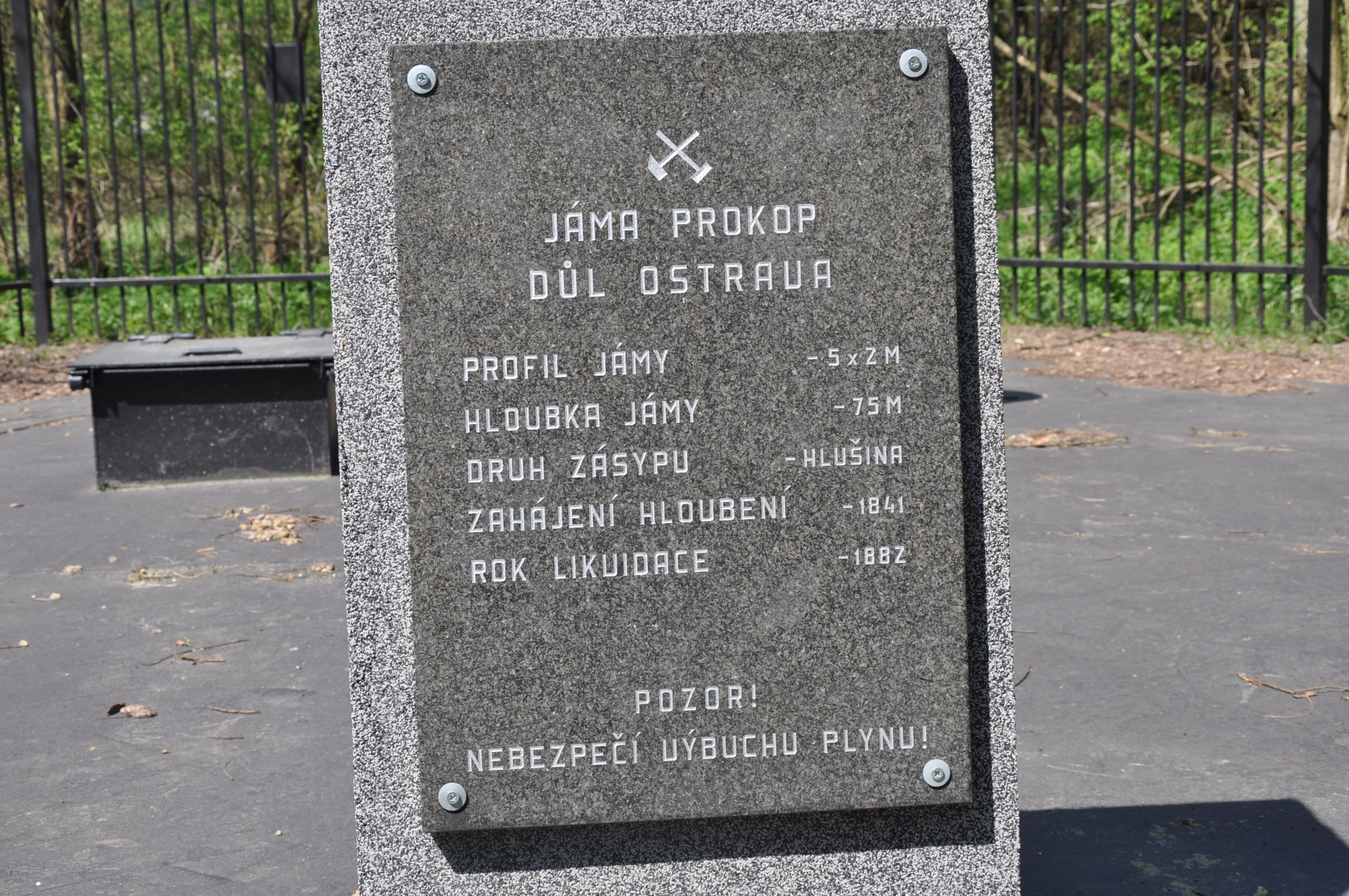
Informační deska jámy Prokop.

dle
| Název  | Druh jámy             | Založení | hloubka jámy [m] | těžba       | vytěženo                    | likvidace | dobývací pole [ha] | poznámka        |
| ------ | --------------------- | -------- | ---------------- | ----------- | --------------------------- | --------- | ------------------ | --------------- |
| Prokop | kutací, těžní, větrní | 1841     | 75               | 1846 - 1874 | těžba nevykazována odděleně | 1882      | 9                  | 1 jáma, 1 patro |

#### Různé
V letech 1854 až 1855 byly v blízkosti dolu postaveny dvě koksovací pece, jejich počet se zvýšil na 50 v letech 1868 až 1870.